# Sansevieria pfisteri
Sansevieria pfisteri är en sparrisväxtart som beskrevs av D.J.Richards. Sansevieria pfisteri ingår i släktet bajonettliljor, och familjen sparrisväxter. Inga underarter finns listade i Catalogue of Life.